# Гранд-Портидж
Гранд-Портидж (англ. Grand Portage Indian Reservation) — индейская резервация алгонкиноязычного народа оджибве, расположенная в северо-восточной части штата Миннесота, США.

## История
Гранд-Портидж находится на месте одного из самых ранних поселений народа оджибве в Миннесоте. К 1731 году французские торговцы построили в этом районе хижину, кузницу и склад. После падения Новой Франции британская Северо-Западная компания построила большой комплекс зданий, который стал известен как форт Шарлотт. В течение этого времени около 150 семей оджибве жили в Гранд-Портидж. Они занимались охотой, собирали кленовый сахар и обеспечивали торговцев компании пушниной.
После окончания вооружённого конфликта между США и Британией американцы захватили территории, ранее принадлежавшие англичанам. Они были менее заинтересованы в торговле и стремились завладеть землями племени. В 1840-х годах произошла первая уступка территории группой Гранд-Портидж, когда остров Мингонг был передан штату Мичиган. В 1854 году между группой оджибве Гранд-Портидж и правительством США был заключён договор, согласно которому индейцы уступили значительные территории федеральным властям. Взамен они получали денежную компенсацию за их земли и две небольшие резервации, одной из которых была Гранд-Портидж.
Постоянные дома были построены в индейском поселении около 1856 года. Были созданы школы, которые хорошо посещались. Некоторые семьи добавили сельское хозяйство к традиционным занятиям охотой, рыбной ловлей и сбором растений. В начале XX век мужчины оджибве нашли дополнительную работу в лодочном доке Гранд-Марея, на лесопилках и в близлежащих канадских шахтах.
Закон Дауэса 1887 года и Закон Нельсона 1889 года позволили спекулянтам захватить большие участки земли в резервации. С принятием Закона о реорганизации индейцев 1934 года группа Гранд-Портидж проголосовала за присоединение к  племени чиппева Миннесоты. К 1939 году в Гранд-Портидж было создано новое племенное правительство. Под руководством председателя племени Элтона Брамера племя выкупило часть земли, захваченной спекулянтами.

## География
Резервация расположена в восточной части округа Кук, примерно в 180 км к северо-востоку от города Дулут, вдоль американо-канадской границы на севере и побережья озера Верхнего на юге и востоке.
Общая площадь резервации, включая трастовые земли (0,15 км²), составляет 196,22 км², из них 193,03 км² приходится на сушу и 3,19 км² — на воду. Административным центром резервации является невключённая территория Гранд-Портидж.

## Демография
По данным федеральной переписи населения 2000 года, в резервации проживало 557 человек.
Согласно федеральной переписи населения 2020 года в резервации проживало 618 человек, насчитывалось 346 домашних хозяйств и 328 жилых домов. Средний доход на одно домашнее хозяйство в индейской резервации составлял 54 022 доллара США. Около 13,9 % всего населения находились за чертой бедности, в том числе 15,1 % тех, кому ещё не исполнилось 18 лет, и 5,7 % старше 65 лет.
Расовый состав распределился следующим образом: белые — 150 чел., афроамериканцы — 1 чел., коренные американцы (индейцы США) — 390 чел., азиаты — 5 чел., океанийцы — 1 чел., представители других рас — 0 чел., представители двух или более рас — 71 человек; испаноязычные или латиноамериканцы любой расы составили 11 человек. Плотность населения составляла 3,15 чел./км².